# Antōnīs Samaras
Antōnīs Samaras (IPA: [aˈdonis samaˈras]) (in greco Αντώνης Σαμαράς?; Atene, 23 maggio 1951) è un politico greco, primo ministro della Grecia dal 20 giugno 2012 al 26 gennaio 2015 e leader del partito liberalconservatore Nuova Democrazia.

## Biografia
Antōnīs è il figlio del dottor Konstantinos Samaras, professore di Cardiologia; suo fratello, Alessandro, è un architetto mentre lo zio paterno, George Samaras, è stato per lungo tempo membro del Parlamento per Messenia negli anni 1950 e 1960.
Samaras ha frequentato la scuola presso la Facoltà di Atene (fondata dal suo bisnonno materno, Stefanos Delta e da Emmanouil Benakis) e si è laureato presso l'Amherst College nel 1974 con una laurea in economia; poi alla Università di Harvard nel 1976 con un MBA.

## Carriera politica
Samaras inizia la sua carriera politica con la sua elezione a membro del Parlamento ellenico nel 1977. Nel 1989 è stato Ministro delle finanze, poi, tra il 1989 e il 1990 ministro degli Esteri e di nuovo dal 1990 al 1992. Il suo incarico fu revocato dal primo ministro Konstantinos Mitsotakis a seguito della cosiddetta "Questione macedone" che vide Samaras assumere posizioni nazionaliste per schierarsi duramente contro l'indipendenza della Macedonia.
Questo episodio lo spingerà a lasciare Nuova Democrazia per fondare il nuovo partito Primavera Politica. Questa sua mossa contribuì in parte alla caduta del governo Mitsotakis.
Primavera Politica ha ottenuto il 4,9% dei voti alle elezioni parlamentari del 1993 e l'8,65% per le elezioni europee.
Primavera Politica ottenne alle elezioni parlamentari del 1996 il 2,9% non superando lo sbarramento Parlamentare fissato al 3%. Stessa cosa avvenne nel 1999 per le elezioni europee quando il 2,28% dei consensi non permise a Primavera Politica di eleggere alcun europarlamentare.
Nel 2004 Samaras decise quindi di sciogliere il partito e di rientrare in Nuova Democrazia con il quale venne eletto in Parlamento europeo.
Nel 2007 venne rieletto al Parlamento Ellenico e lasciò il seggio europeo. Nel gennaio 2009 ottenne l'incarico di Ministro della cultura.
Alle elezioni parlamentari del 2009, a seguito della sconfitta elettorale di Nuova Democrazia, il leader del partito Kōstas Karamanlīs si dimise. Il 30 novembre 2009, Samaras viene eletto come nuovo leader, il settimo da quando il partito è stato fondato nel 1974.
Alle elezioni parlamentari del maggio 2012 il suo partito vinse le elezioni con il 18,9 % dei consensi, ma in assenza di una forte maggioranza ebbe difficoltà nel formare un esecutivo; così, dopo un giorno di consultazioni, rimise il suo incarico nelle mani del Presidente della Repubblica Karolos Papoulias.
Alle elezioni parlamentari del giugno 2012, Nuova Democrazia ottenne il 29,66% dei voti e Samaras riuscì a formare un nuovo governo con il sostegno di PASOK e DIMAR.
Alle elezioni parlamentari del gennaio 2015, Nuova Democrazia ottiene il 27,81% dei voti e Samaras (candidato Premier) perde la sfida elettorale contro Syriza del leader Alexīs Tsipras
Sostiene il sì al Referendum del 5 luglio 2015, indetto dal Governo Tsipras dopo che la Grecia non è riuscita a rimborsare un prestito di 1,6 miliardi di Euro al Fondo Monetario Internazionale, e che chiedeva ai cittadini se il Governo avrebbe dovuto o meno accettare le misure fiscali proposte dall'Unione europea (UE), dal Fondo Monetario Internazionale (IMF) e dalla Banca Centrale Europea (BCE). Dopo la vittoria del no, si dimette dal ruolo di leader di Nuova Democrazia.
Nel 2018 viene coinvolto in una inchiesta giudiziaria, assieme ad altri dieci politici di Nuova Democrazia. Secondo l'accusa, quand'era al governo all'epoca della crisi economica greca avrebbe ricevuto tangenti dalla società farmaceutica Novartis allo scopo di impedire la riduzione del prezzo di alcuni farmaci ed aumentare i suoi ricavi.